# Any Given Sundance
Any Given Sundance, llamado En el festival de Sundance en Hispanoamérica y Un Sundance cualquiera en España, es un episodio perteneciente a la decimonovena temporada de la serie de televisión de dibujos animados Los Simpson, emitido originalmente el 4 de mayo de 2008, el 21 de septiembre de 2008 en Hispanoamérica y el 23 de agosto de 2009 en España. El episodio fue escrito por Daniel Chun y dirigido por Chuck Sheetz. Las estrellas invitadas fueron Jim Jarmusch y John C. Reilly como sí mismos. En el episodio, Lisa presenta una película sobre su familia en el Festival de Cine de Sundance, y Homer, Marge, Bart, y Maggie se sienten avergonzados ante las escenas que se muestran. Mientras tanto, el Director Skinner y el Superintendente Chalmers deciden incursionar en el negocio cinematográfico.

## Sinopsis

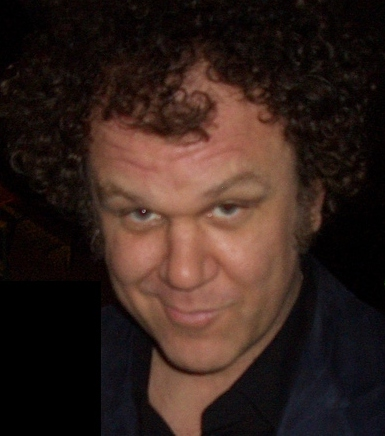
John C. Reilly aparece como sí mismo en el episodio.

La familia Simpson asiste a un partido entre la Universidad de Springfield contra la Estatal de Springfield, aunque según Homer, el propósito no es más que comer en el estacionamiento. Bart se pregunta cómo harán eso si no trajeron comida. En respuesta, Homer le muestra cómo robarle fácilmente la comida a los demás. Al mismo tiempo, los fanáticos de ambos bandos se enfrascan en una batalla campal. Esto le sirve a Lisa para filmar ciertos ambientes para un proyecto de la escuela. 
Cuando el director Skinner ve la película, le revela a Lisa su pasión secreta por el cine, por lo que la convence a crear una película que incluya mucho dramatismo. Lisa entonces decide hacer un documental sobre su familia. El Superintendente Chalmers se entera del trabajo de Lisa y convence a Skinner de presentar la película de la niña en el Festival de Cine de Sundance, cuyos organizadores quedan pasmados. 
La familia va a Park City, Utah para asistir al estreno de Capturando a los Simpson. Lisa muestra a su familia en todo su esplendor, basándose principalmente en sus disfunciones. Los miembros de la audiencia comienzan a hacer comentarios ácidos (con un espectador llegando al punto de clamar "¡Muerte a Maggie!"), avergonzando a Homer, Marge, Bart, y Maggie, quienes se sienten molestos por cómo Lisa los retrató. Cuando Jeff Albertson postea una crítica entusiasta en su blog, Homer trata de impedir que lo haga, pensando que lo logrará al atrapar la señal. Mientras tanto, Skinner y Chalmers obtienen ofertas por parte de distribuidores.
La familia comienza a ignorar a Lisa, mientras que los demás los molestan pidiéndoles que representaran las escenas. Lisa se arrepiente de lo que le había hecho a su familia, y mientras piensa una solución, Jim Jarmusch la encuentra y le aconseja ver Desperdicio de la Vida, un documental de Nelson Muntz (también producida por Skinner y Chalmers) que narra su difícil vida, mostrando a su madre como totalmente indiferente ante él, una vulgar ladrona y bebedora empedernida. Cuando termina la película, Lisa se da cuenta de que aunque su familia puede avergonzarla, humillarla o enfurecerla, hay otras familias con problemas peores. Con el documental de Lisa en el pasado, la familia se reconcilia con ella.
Al final del episodio, Skinner y Chalmers se reúnen con John C. Reilly, quien audiciona para un papel en su próxima película, pero no les convence.